# Bad Lauterberg
Bad Lauterberg là một thị xã ở huyện Osterode, bang Niedersachsen, Đức. Đô thị này có diện tích 41,54 km². Đô thị này nằm ở phía nam Harz, cự ly khoảng 15 km về phía tây nam của Braunlage, và 20 km về phía đông nam của Osterode am Harz.